# Guibourtia copallifera
Guibourtia copallifera är en ärtväxtart som beskrevs av John Johannes Joseph Bennett. Guibourtia copallifera ingår i släktet Guibourtia och familjen ärtväxter. Inga underarter finns listade i Catalogue of Life.